# Les Quatre Plumes blanches (film, 1955)
Pour les articles homonymes, voir Les Quatre Plumes blanches.
Pour plus de détails, voir Fiche technique et Distribution.
Les Quatre Plumes blanches (titre ogirinal : Storm over the Nile) est un film britannique de Terence Young et Zoltan Korda, sorti en 1955.

## Synopsis
À la veille de son expédition punitive au Soudan, le lieutenant Harry remet sa démission. Ses amis l'accusant de lâcheté, Harry prouve le contraire en leur sauvant la vie...

## Fiche technique
- Titre original : Storm over the Nile
- Réalisation : Terence Young et Zoltan Korda
- Scénario : R.C. Sherriff, Lajos Biró et Arthur Wimperis d'après le roman The Four Feathers de A.E.W. Mason
- Directeurs de la photographie : Ted Scaife et Osmond Borradaile (additionnelle)
- Montage : Raymond Poulton
- Musique : Benjamin Frankel
- Direction artistique : Wilfrid Shingleton
- Producteur : Zoltan Korda
- Producteur exécutif : Alexander Korda
- Genre : Film d'aventure, Drame
- Pays : Royaume-Uni
- Durée : 107 minutes
- Dates de sortie :
  -  Royaume-Uni : 26 décembre 1955
  -  Portugal : 9 janvier 1956
  -  États-Unis : 22 juin 1956
- Affiche : Boris Grinsson (France)

## Distribution
- Anthony Steel (VF : Jean-Claude Michel) : Lt. Harry Faversham
- Laurence Harvey (VF : Michel François) : John Durrance
- James Robertson Justice (VF : Pierre Morin) : Gen. Burroughs
- Mary Ure (VF : Jacqueline Porel) : Mary Burroughs
- Ronald Lewis (VF : Serge Lhorca) : Peter Burroughs
- Ian Carmichael (VF : Michel André) : Willoughby
- Jack Lambert (VF : Lucien Bryonne) : le colonel
- Raymond Francis (VF : Raymond Loyer) : l'aide du colonel
- Geoffrey Keen (VF : Gérard Férat) : Dr Sutton
- Michael Hordern (VF : Claude Péran) : Gen. Faversham
- Ferdy Mayne (VF : Marcel Painvin) : Dr Harraz
- Christopher Lee (VF : Marcel Painvin) : Karaga Pasha
- John Wynne (VF : Maurice Lagrenée) : le sergent
- Avis Scott : la femme du sergent
- Roger Delgado : l'espion